# Adam Olearius
Adam Olearius, vlastním jménem Oehlschlaegel či Ölschäger (16. srpna 1603 Aschersleben – 22. února 1671 Gottorf) byl německý cestovatel, geograf a matematik.

## Život
Vystudoval teologii, filozofii a matematiku na univerzitě v Lipsku, absolvoval roku 1627. Od roku 1632 působil na této univerzitě jako asistent, na filozofické fakultě. Jeho služby si poté vyžádal vévoda Fridrich III. Holštýnsko-Gottorpský, a to služby nejen odborné a knihovnické, ale i obchodně diplomatické, neboť vévoda obchodoval s hedvábím a potřeboval kvůli tomu kontakty v Rusku a Persii.
Výprava do Ruska vyrazila roku 1632. Vedl ji velvyslanec Philip Crusie, Olearius byl jeho sekretářem. Šla přes Lübeck, Rigu, Tartu, Tallinn, Narvu, Ladogu a Novgorod, aby 14. srpna 1634 konečně dorazila do Moskvy. Zde byla přijata carem Michailem I. Fjodorovičem a byla po obchodní stránce úspěšná.
Roku 1635 vyrazila druhá expedice, která také šla přes Moskvu, ale jejím konečným cílem byla Persie. Do Moskvy došli cestovatelé 29. března 1636 a dále pokračovali přes Nižnij Novgorod, Astrachaň a Kaspické moře, až 3. srpna 1637 dorazili do Isfahánu, hlavního města tehdejší safíovské Persie. Olearius sloužil i jako navigátor výpravy, neboť ovládal astronomii. Po cestě se rovněž naučil persky, takže byl posléze hlavním překladatelem. Perský šáh výpravu sice přijal, obchodní dohody ale tentokrát nedosáhla. V prosinci 1637 se vydala na zpáteční cestu, opět přes Moskvu. Cestou Olearius vytvořil mapu řeky Volhy a jejího okolí. To okouzlilo i cara a nabízel Olearovi, aby zůstal v carských službách jako kartograf, ale Olearius odmítl. Do Německa se výprava i s ním vrátila roku 1639.
Olearius byl pak vděčným vévodou jmenován dvorním matematikem a geografem. Pečoval také o knihovnu zámku Gottorp, kde vévoda sídlil, a ovšem i o kabinet kuriozit. Své nabité znalosti perštiny využíval k překladům perské poezie. Své zážitky z cest shrnul do dvou cestopisů: Beschreibung der muscowitischen und persischen Reise (1647) a Kurtzer Begriff einer holsteinischen Chronic (1663).